# СААБ (корпорация)
 За автомобилната компания вижте SAAB Automobile.  
Saab AB, по-рано Svenska Aeroplan Aktiebolaget (SAAB) е шведска корпорация, произвеждаща авиационна и друга отбранителна техника. В миналото (в бивши дъщерни компании) е произвеждала и автомобили и специализирано компютърно оборудване.
Създадена е в град Тролхетан през 1937 г. През 1939 г. е осъществено сливане между SAAB и самолетостроителната компания ASJA. Така седалището на SAAB се премества в Линшьопинг, където е първоначално се базира ASJA. По време на Втората световна война компанията произвежда бойни самолети, но скоро след края на войната усилията са съсредоточени върху производството на автомобили.
Първата кола е произведена през 1947 г. – това е моделът 92001. SAAB бързо се превръща в конкурентоспособна институция, произвеждаща надеждна и издръжлива техника. Има 2 дъщерни компании – SAAB Automobile (автомобилостроителна) и DataSaab (специализирани компютърни системи). Мажоритарният дял (51%) от Saab automobile е купен от американската корпорация General Motors през 1990 г. Съвместното предприятие приключва през 2000 г., когато GM поема пълната собственост. Между 1968 and 1995 г. работи съвместно със Scania, и купува производителите на камиони Scania-Vabis през 1969 г. образувайки Saab-Scania. Двете се разделят през 1995 г. преминавайки към Investor AB. Независимо от разделянето, Saab и Scania споделят правото да ползват логото с грифон, който произхожда от герба на шведската провинция Сконе (лат. Terra Scania).
Дъщерната DataSaab, която е основана в края на 1950-те години, е сред първите компании в Швеция, разработвали компютърна техника. Навигационните системи на самолета SAAB 37 Viggen са именно на тази фирма. DataSaab е продадена през 1975 г. на американската UNIVAC.
През 1995 г. SAAB и британската аерокосмическа корпорация BAe Systems формират съвместно дружество, като основната продукция на самолети е съсредоточена върху многоцелевия JAS 39 Gripen. Дружеството е отговорно за производството и продажбите на самолета в световен мащаб. От 1998 г. BAe Systems притежава дял 35% от SAAB, но през януари 2005 г. той е намален до 20%.

## Модели
- SAAB 17
- MFI-15 Safari
- SAAB 18
- SAAB 21
- SAAB 21R
- SAAB 29 Tunnan
- SAAB 32 Lansen
- SAAB 35 Draken
- SAAB 37 Viggen
- SAAB 39 Gripen
- SAAB 90 Scandia
- SAAB 91 Safir
- SAAB 105
- SAAB 340
- SAAB 2000

Освен военни самолети, SAAB произвежда и авиационна техника за граждански цели – SAAB 340 и SAAB 2000 например.